# بدوطر مجنح
بدوطر مجنح (الاسم العلمي:Bodotria alata) هو نوع من المفصليات يتبع جنس البدوطر من الفصيلة البدوطرية.